# Matoekoe
Matoekoe is een pedagogisch centrum in Lelydorp (Suriname). Een eerste vestiging maakte een proefstart in de jaren zeventig, maar de huidige vestiging werd opgezet in 1984. Het centrum richt zich op  kinderen en jongvolwassenen met een ontwikkelingsstoornis. De filosofie van de stichting is dat alle mensen ontwikkelingsmogelijkheden hebben. Dan kan bij de één wat sneller gaan dan bij de ander, maar hoe klein ook, elke ontwikkeling is belangrijk. Het accepteren van een handicap is daarbij cruciaal.
Matoekoe heeft daartoe een bijzonder ontwikkelingsprogramma ontworpen, beschikt over een pedagogisch-paramedisch centrum en heeft werkplaatsen voor verschillende activiteiten: textielbewerking, pottenbakken, schilderen, papier maken. Matoekoe heeft verder ook een eigen tuin en boerderij. Producten gemaakt door de pupillen, worden verkocht.
De stichting heeft momenteel (mei 2006) circa 60 externe pupillen en 24 interne pupillen, waarvan sommigen vanwege hun uitdagende thuissituatie begeleid op het centrum verblijven. Het personeel en begeleiders bestaat uit circa 25 mensen.
Centrum Matoekoe betrekt zijn middelen hoofdzakelijk uit sponsorgelden; slechts voor de interne pupillen levert het Surinaamse ministerie van Sociale Zaken een bijdrage.